# Wasyl Hreczany
Wasyl Wołodymyrowycz Hreczany, ukr. Василь Володимирович Гречаний (ur. 23 stycznia 1975 w Smile) – ukraiński piłkarz, grający na pozycji obrońcy, trener piłkarski.

## Kariera piłkarska

### Kariera klubowa
W 1992 rozpoczął karierę piłkarską w zespole Szachtar Pawłohrad. Latem 1993 przeszedł do Dnipra Czerkasy. We wrześniu 1995 został piłkarzem Krystału Czortków, skąd latem 1996 został zaproszony do Worskły Połtawa. Rozegrał tylko 7 gier i na początku 1997 powrócił do czerkaskiego klubu, który w międzyczasie zmienił nazwę na FK Czerkasy. Również krótko występował w składzie Kreminia Krzemieńczuk i Karpat Lwów. W 2001 roku przeniósł się do Podilla Chmielnicki. Następnie bronił barw klubów FK Winnica i Palmira Odessa. W 2005 zakończył karierę piłkarską w zespole Żytyczi Żytomierz.

### Kariera reprezentacyjna
W 2001 występował w składzie studenckiej reprezentacji Ukrainy na Letniej Uniwersjadzie w 2001.

## Kariera trenerska
Po zakończeniu kariery piłkarza rozpoczął pracę szkoleniową. W latach 2007–2016 trenował młodzież w Szkole Sportowej Łokomotyw Smiła. Od 2007 również występował w zespole amatorskim ŁNZ-Łebedyn. Od 2012 był grającym trenerem tego zespołu, a w 2016 stał na czele klubu z Łebedyna.

## Sukcesy i odznaczenia

### Sukcesy klubowe
FK Czerkasy
- brązowy medalista Ukraińskiej Pierwszej Ligi: 1996/97

### Sukcesy reprezentacyjna
- wicemistrz Letniej Uniwersjady 2001

### Odznaczenia
- tytuł Mistrza Sportu Klasy Międzynarodowej